# イ・ヒョヒ
イ・ヒョヒ（李曉熙、ハングル表記: 이효희、ラテン翻記: Lee Hyo-Hee、女性、1980年8月26日 - ）は、韓国の元女子バレーボール選手。元韓国代表。

## 来歴
京畿道水原市出身。小学5年次からバレーボールを始める。水原電算女子高校を卒業し、KT&Gアリエールズに入団。2005年には同チームの優勝セッターとなる。2007年にFA宣言し、興国生命ピンクスパイダーズに移籍した。2009年にも同チームで優勝セッターとなった。
2009/10シーズンが終了すると同チームがプレーイングコーチ就任を打診するが、後進の道を譲るため退団し実業団チームに移籍した。
2011年に韓国Vリーグに6番目のプロチームであるIBK企業銀行アルトスが結成されると現役に復帰し創立メンバーとなった。2シーズン目の2012/13シーズンにはチーム主将として同チームを優勝へ導き、2013/14シーズン終了後にフリーエージェントとなり韓国道路公社へ移籍した。
Vリーグ2014/15シーズンでは、チーム準優勝に貢献しニコル・フォーセットと並んでレギュラーラウンドMVPに輝いた。
2020年に現役引退し、韓国道路公社ハイパスのコーチに就任。
2021年2月27日に引退式が執り行われ、背番号5は韓国道路公社の永久欠番とされた。韓国Vリーグではロベルランディ・シモン、キム・サニに続いて3人目となる。

## エピソード
ヒョヒは「KT&Gや興国生命で優勝セッターだったので、IBK企業銀行でも同様の結果を求められることが苦しかったです」と語っている。2シーズン目にナム・ジヨンらが入団するとチームのレセプションが格段に向上し、トスワークが冴えた。「優勝はチームメイトのおかげです」と感謝の言葉を忘れなかった。

## 代表歴
- 2005年 - ワールドグランドチャンピオンズカップ
- 2011年 - バレーボールアジア選手権 （3位）
- 2014年 - アジア競技大会バレーボール競技
- 2016年 - リオデジャネイロオリンピック

## 所属クラブ
- KT&Gアリエールズ（2000-2007年）
- 興国生命ピンクスパイダーズ（2007-2010年）
- IBK企業銀行アルトス（2011-2014年）
- 韓国道路公社ハイパス（2014-2020年）

## 受賞歴
- 2015年 - Vリーグ2014/15シーズン レギュラーラウンド MVP

## 参考
- 月刊バレーボール 2014年1月号 102ページ